# Tina Dietze
Tina Dietze, född 25 januari 1988 i Leipzig, är en tysk idrottare som tävlar i kanot. Hennes största meriter hittills är en guld- och en silvermedalj vid de olympiska sommarspelen 2012 i London samt två silvermedaljer vid de olympiska sommarspelen 2016 i Rio de Janeiro.
Dietze började redan med 5 års ålder med kanotsporten. Guldmedaljen i London vann hon tillsammans med Franziska Weber i K-2 över 500 meter. Över 500 meter i K-4 var Franziska Weber, Carolin Leonhardt och Katrin Wagner-Augustin med i båten som vann silver. Bredvid idrotten är Dietze soldat i Bundeswehr.
Vid de olympiska kanottävlingarna 2016 i Rio de Janeiro tog hon två silvermedaljer i K-2 500 meter och K-4 500 meter. Vid olympiska sommarspelen 2020 i Tokyo slutade Dietze på 8:e plats i K-2 500 meter och på 5:e plats i K-4 500 meter.